# Аран (острво)
Аран (енгл. Arran) је једно од Британских острва које припада Уједињеном Краљевству, односно Шкотској. Налази се у заливу Клајд. Површина острва износи 432 km². Према попису из 2001. на острву је живело 5,045 становника.